# 델타 IV 헤비
델타 IV 헤비는 EELV의 일환으로 제작된 HLV 로켓이다. 델타 IV 시리즈 중 가장 큰 파생형 로켓이며, 옆에 부스터 2개를 붙였다. 팰컨 헤비의 절반의 적재량으로 세계에서 2번째로 큰 탑재체 적재량을 가지고 있다.

## 역사
ULA가 NASA의 탐사선을 발사할 때 사용할 로켓을 개발하는 것에 관하여 NASA와 서로 계약하고, 이후에 개발하여 2004년 12월 더미 페이로드로 테스트를 했다. 하지만 1단과 2단 모두 각각 8초, 9초로 점화가 늦어지면서 더미 페이로드는 계획했던 궤도보다 훨씬 낮게 올라갔다. 이후 정비를 통해 2007년 11월 DSP 23을 정상적으로 발사하는데 성공한다. 이후 2014년 오리온을 12월 테스트 발사에 사용되었으며, 성공적으로 테스트를 끝내었다.

## 현황
2014년 12월부터 사용이 중지되었으나, 2018년 파커 솔라 프로브 발사와 국가정찰국의 군사위성 발사에 다시 사용되었다.

## 같이 보기
- 로켓 엔진 비교